# Middleton Motte
Middleton Motte är ett slott i Storbritannien.   Det ligger i grevskapet Norfolk och riksdelen England, i den sydöstra delen av landet, 140 km norr om huvudstaden London. Middleton Motte ligger 36 meter över havet.
Terrängen runt Middleton Motte är huvudsakligen platt. Middleton Motte ligger uppe på en höjd. Runt Middleton Motte är det ganska tätbefolkat, med 93 invånare per kvadratkilometer. Närmaste större samhälle är King's Lynn, 5,5 km nordväst om Middleton Motte. Trakten runt Middleton Motte består till största delen av jordbruksmark.